# Јуришић
Јуришић је српско и хрватско презиме. Настало је од имена Јурај (Ђорђе). Може се односити на следеће особе:
- Никола Јуришић (око 1490–1545), властелин и јунак
- Илија Јуришић, босански Хрват ратни злочинац[1][2][3]
- Иво Јуришић, хрватски спортски новинар, дугогодишњи уредник спортске рубрике у Слободној Далмацији[4]
- Нада Јуришић, српска глумица, добитница Прстена са ликом Јоакима Вујића, Књажевско-српски театар
- Слободан Јуришић, српски бубњар YU групе, бивши члан Мама Цо Цо и Точак бенда, бубњеви
- Павле Јуришић Штурм (1848–1922), српски генерал лужичког порекла
- Иван Јуришић, српски фудбалер (Црвена звезда)
- Светозар Јуришић, српски фудбалер (Партизан)
- Милан Јуришић (1974-2009), српски криминалац, припадник Земунског клана.